# Bludný Holanďan (opera)
 Bludný Holanďan (Der fliegende Holländer) je romantická opera o třech dějstvích německého skladatele Richarda Wagnera, který je i autorem libreta. Světovou premiéru měla opera 2. ledna 1843 v Královském dvorním divadle v Drážďanech pod taktovkou samotného skladatele, který zde byl dvorním dirigentem.

## Námět a historie vzniku

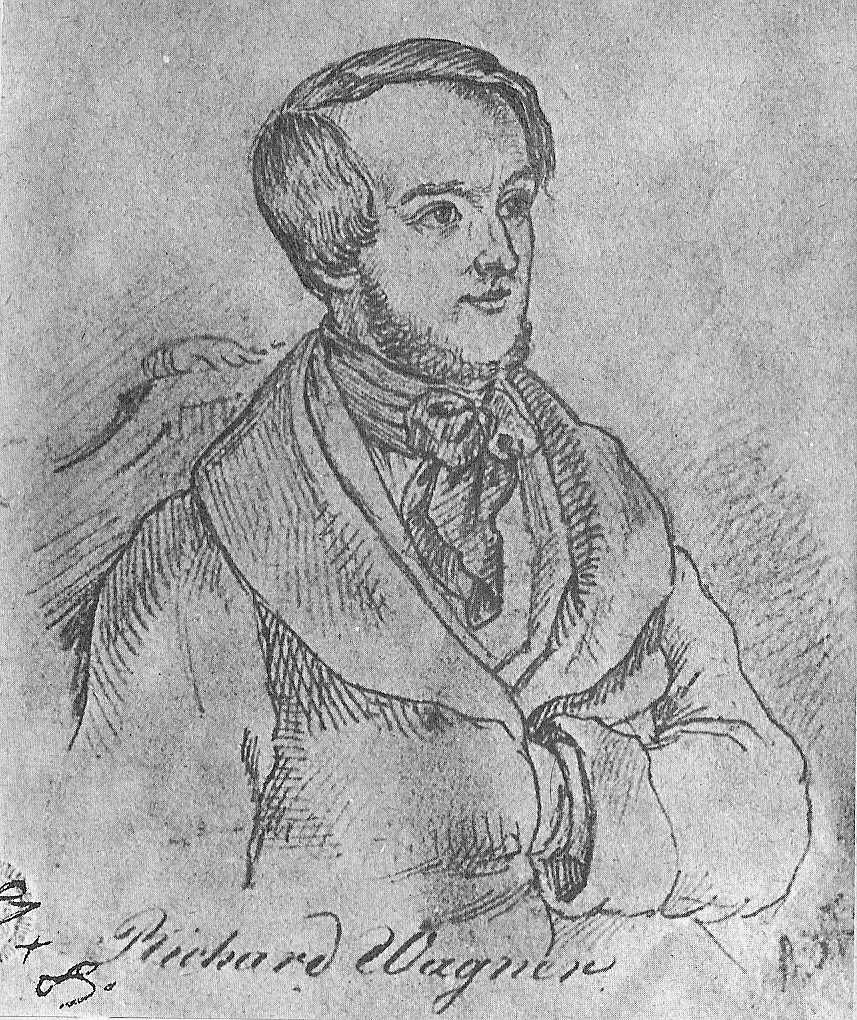
Richard Wagner v roce 1842

Touto operou nastoupil Wagner na cestu umění, vycházejícího z lidového světa bájí a pověstí. S jejím námětem se poprvé seznámil v Rize, kde v letech 1837–1839 působil jako dirigent, při četbě knihy Heinricha Heina Z pamětí svobodného pána Schnabelewopského ((Aus den Memoiren des Herrn von Schnabelewopski), do níž je zařazena pověst o zakleté lodi. Když místo dirigenta ztratil, odplul Wagner ze strachu před svými věřiteli se svou ženou na malé plachetnici do Londýna. Nebezpečná cesta na rozbouřeném moři ho jen utvrdila v rozhodnutí zkomponovat operu na námět severské báje. Operu dokončil roku 1841 v Paříži, ale s jejím uvedením měl problémy, když ji divadla v Mnichově a v Lipsku odmítly jako dílo pro Německo nevhodné. Na popud Giacoma Meyerbeera se měla opera provést v Berlíně, ale po výměně vedení divadla z toho sešlo. Poté, co byla v Drážďanech úspěšně uvedena Wagnerova opera Rienzi, začalo se drážďanské divadlo zajímat i o tuto operu, kterou uvedlo na počátku roku 1843. Okamžitý úspěch se však neopakoval, takže po čtyřech večerech bylo dílo staženo z repertoáru.
Wagner tuto operu považoval za skutečný počátek své hudební kariéry. Roku 1860 původní verzi zrevidoval (zejména předehra a konec byly hudebně změněny). V Bayreuthu byl Bludný Holanďan uveden poprvé roku 1901 a stal se pak opakovaně uváděným dílem na Bayreuthských hudebních slavnostech (Bayreuther Festspiele).

## Hlavní postavy
- Daland, norský námořník – bas
- Senta, jeho dcera – soprán
- Kormidelník Dalandův – tenor
- Holanďan – baryton
- Erik, myslivec – tenor
- Mary, Sentina chůva – alt

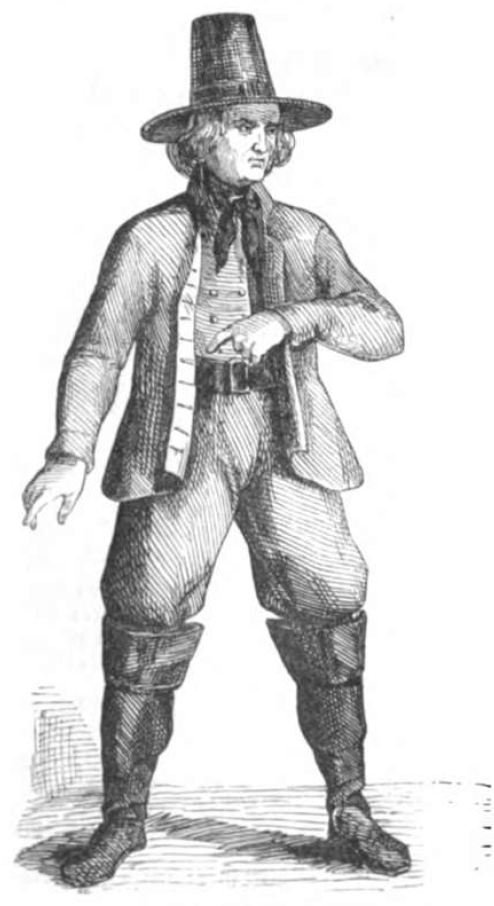
Daland
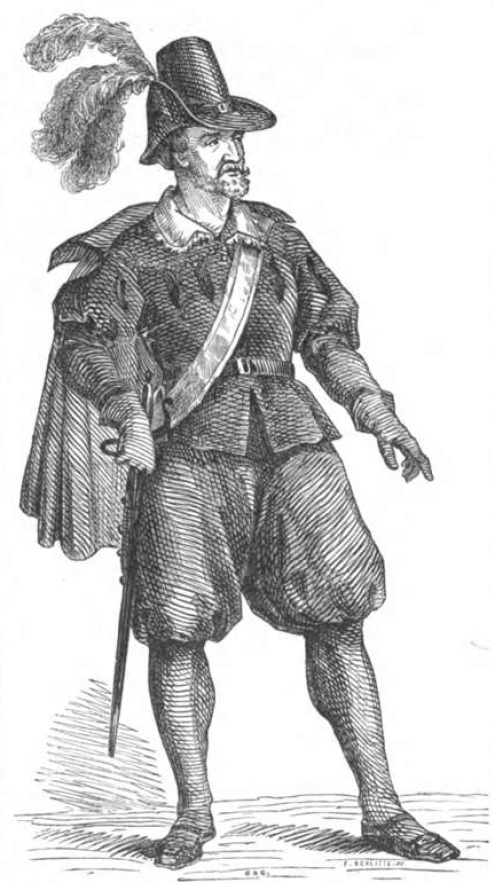
Holanďan
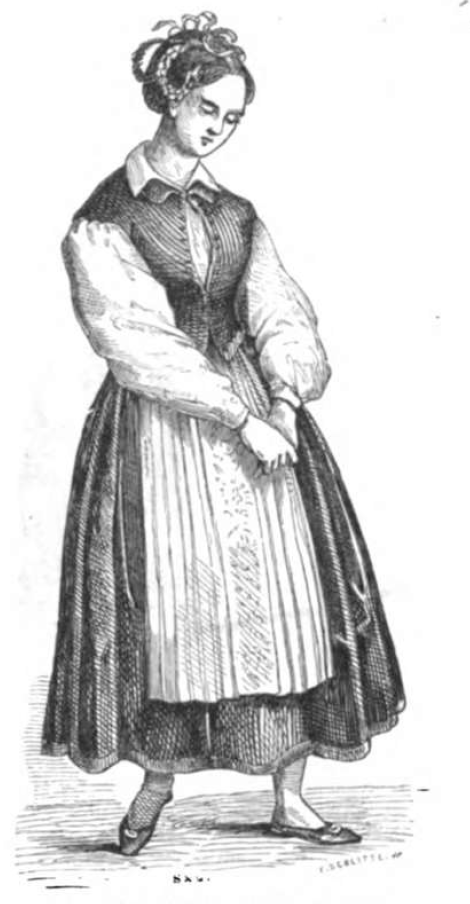
Senta
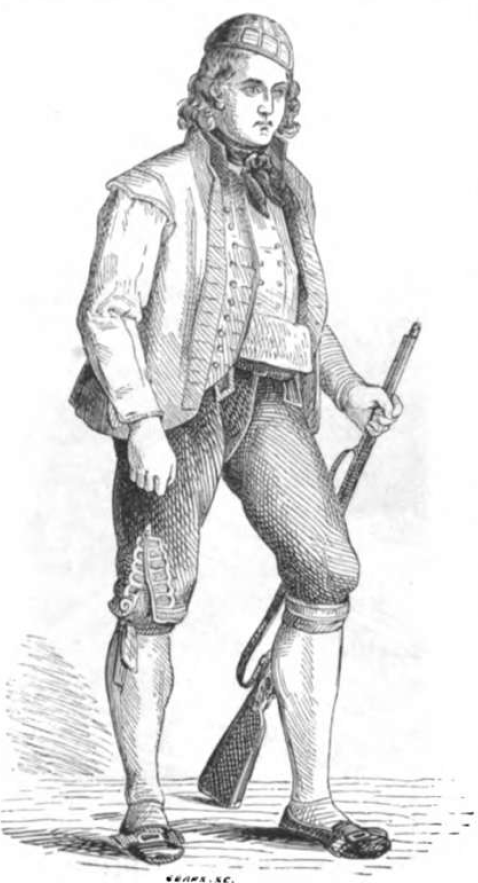
Erik
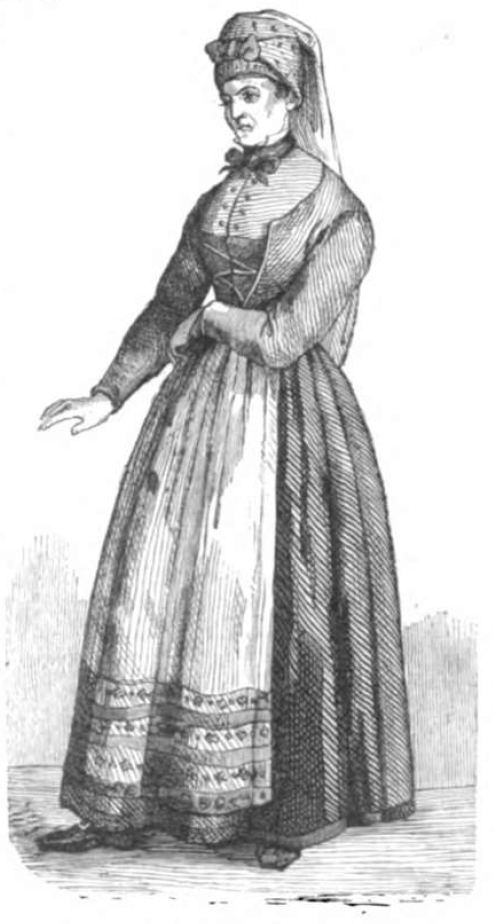
Mary

## Obsah opery
Místo a doba: Norské pobřeží, kolem roku 1650.

### 1. dějství

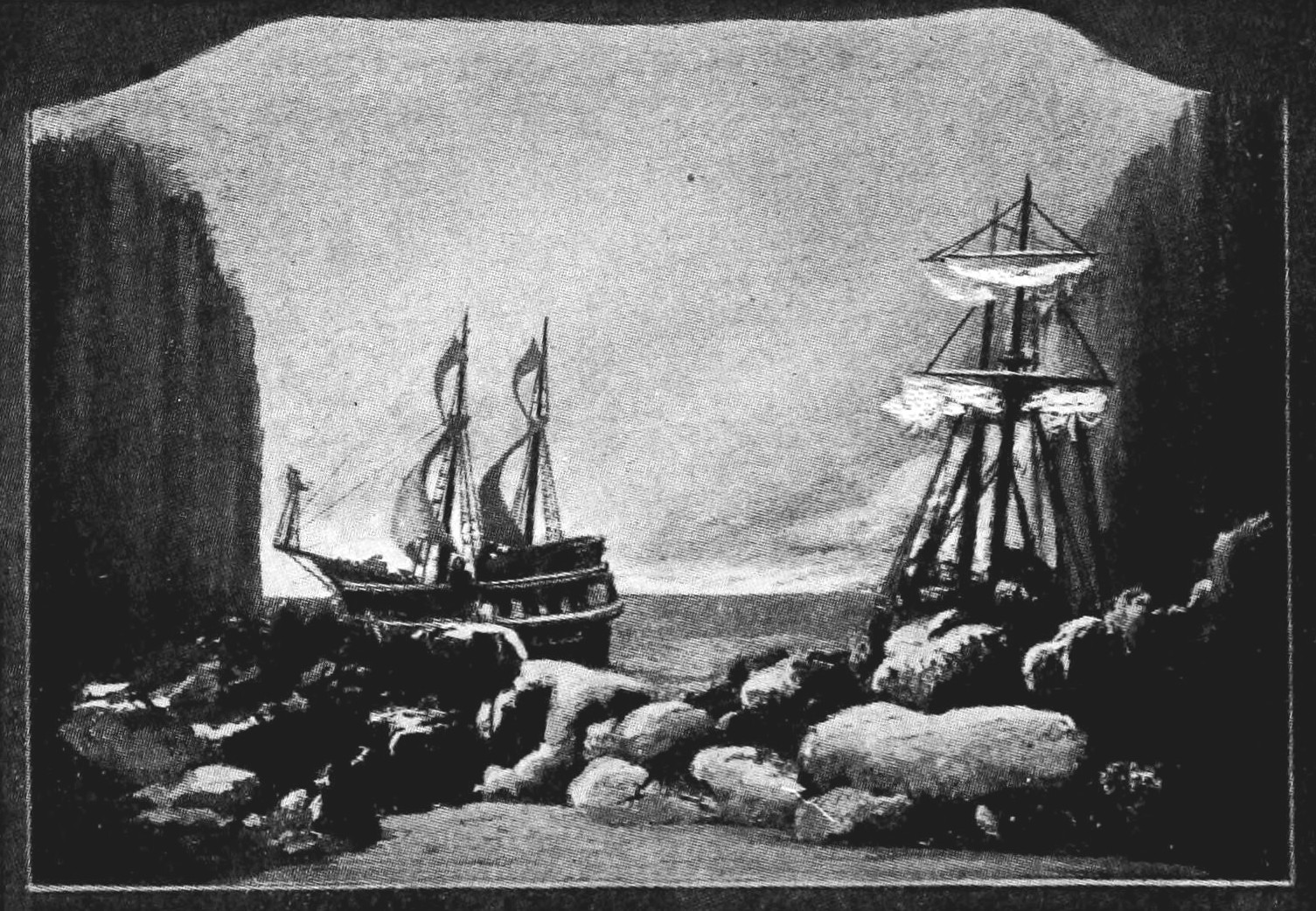
Kulisy k 1. dějství opery (Mnichov 1917)

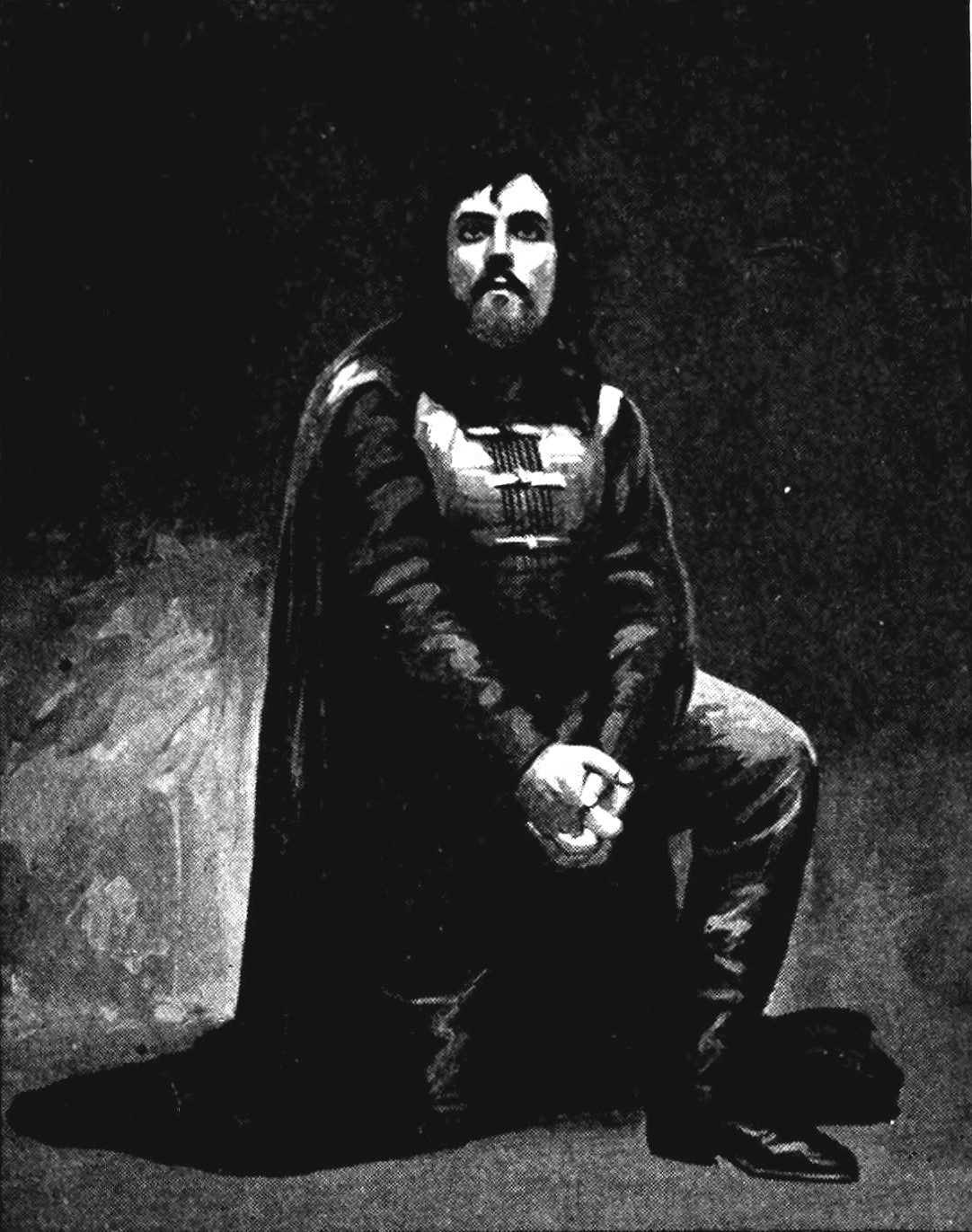
Francouzský barytonista Maurice Renaud jako Holanďan

Silná bouře donutí loď norského kupce Dalanda zakotvit u skalnatého pobřeží. Když vyčerpané mužstvo, včetně kormidelníka, který měl být na stráži, usne, zakotví vedle Dalandovy lodi podivný černý koráb, ze kterého vystoupí na břeh bledý, černě oděný muž – Holanďan. Je proklet za své rouhání Bohu a jen jednou za sedm let může přistát. Daland se probudí a na břehu se setká s Holanďanem. Když Holanďan zjistí, že Daland má mladou dceru, žádá o její ruku, protože ho z prokletí může vysvobodit jen žena, věrná až za hrob. Daland, zlákán nabízenou velkou odměnou, mu dceru slíbí, i když ví, že je zasnoubena s myslivcem Erikem.

### 2. dějství
V Dalandově domě děvčata předou na kolovrátcích a přitom si vesele prozpěvují. Jen Senta, Dalandova dcera, si prohlíží obraz „Bludného Holanďana", o kterém ji její chůva zpívala baladu a kterou si nyní sama zpívá. Cítí s Holanďanem soucit a chtěla by se stát jeho vykupitelkou. Dívky se jí smějí a její chůva jí marně napomíná. Přichází Erik, oznamuje všem Dalandův příjezd a prosí Sentu, aby se za něho konečně provdala. Když však vstoupí Daland s Holanďanem, mužem z obrazu, Senta bez váhání souhlasí, že se stane Holanďanovou ženou a přísahá mu věčnou věrnost.

### 3. dějství
Na pobřeží, u kterého kotví vedle sebe dvě lodě, Dalandova a Holanďanova, je veselý zpěv Dalandových námořníků postupně umlčen hrůznými zvuky prokletých plavců. Erik vyčítá Sentě, že porušila slib, který mu dala, když její otec odjížděl. Holanďan jejich rozhovor zaslechne a vyčte Sentě, že ani ona není věrnou ženou. Již jí nevěří, odmítá její prosby a přísahy, vrací se na svou loď a vyplouvá na moře s tím, že jeho prokletí bude pokračovat. Senta se vyrve Dalandovi a Erikovi, kteří se ji snaží zadržet, a se slovy Anděla svého ty příkaz chval! Zde stojím věrna, za hrob dál! se vrhne ze skály do moře. Tím je Holanďanova kletba prolomena, jeho loď se potopí a z vln se vznáší jeho a Sentina postava k nebesům.

## Hudba

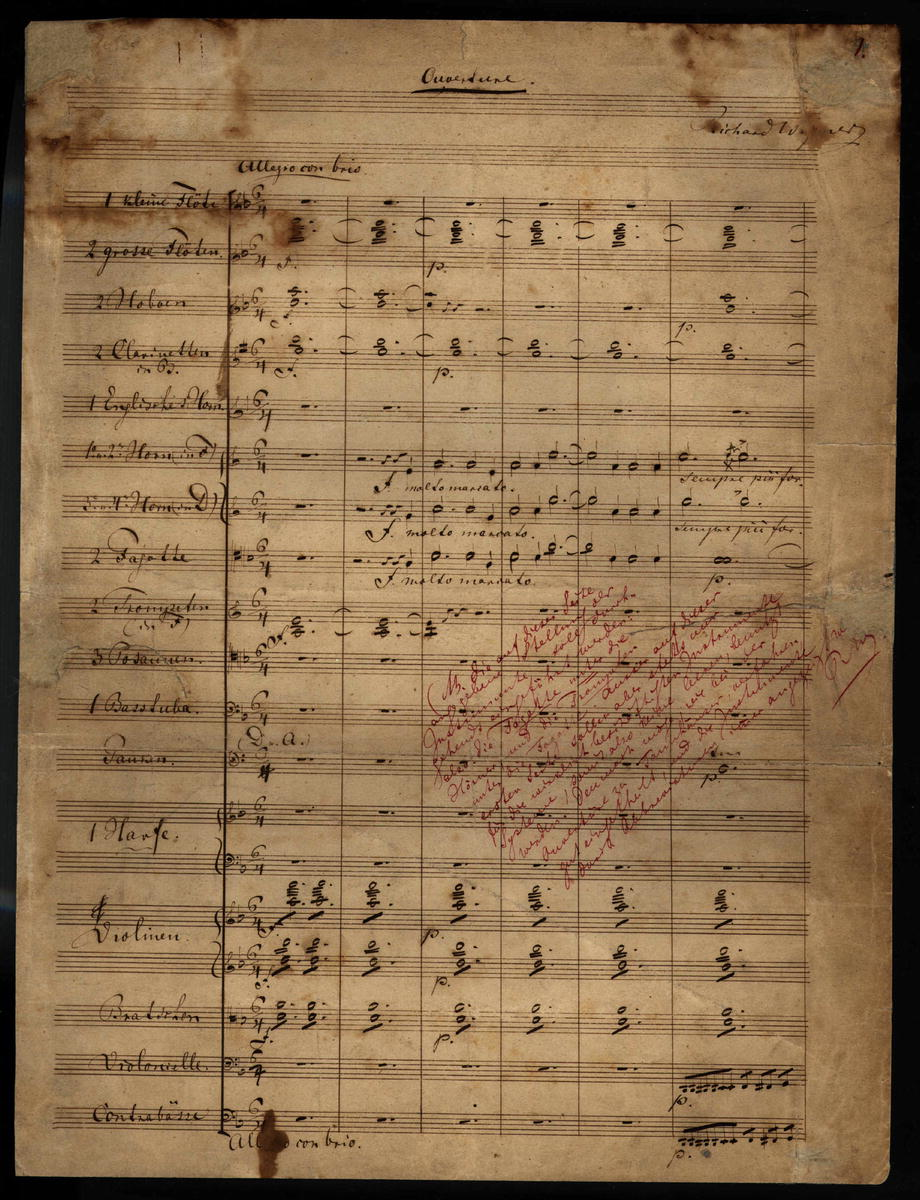
Rukopis předehry

Bludný Holanďan není ještě hudebním dramatem, jako je například Lohengrin a další Wagnerovy opery s tzv. „nekonečnou melodii“. Recitativy, árie, duety a sbory jsou ještě stále jasně oddělené, Wagner však již požadoval, aby se opera hrála bez přestávek. Poprvé se zde objevují leitmotivy a dramatický „sprechgesang“ založený na rytmu řeči.
Předehra opery je velká baladická skladba a stále ji tvoří souhrn hudebních motivů, navozující atmosféru celého díla. Začíná bouří a motivem Holanďana, který je vystřídán motivem Sentiny balady z 2. dějství, naznačující soucit s prokletou bytostí. Vrací se motiv Holanďanův a následně se objevuje motiv zpěvu námořníků. Dramatický závěr je pak zjasněn motivem Senty.
Samotná opera je impozantní reprezentací přírodních sil. Strunné nástroje reprezentují vysoké vlny narážející na norské pobřeží, bouře a blesky jsou charakterizovány nástroji žesťovými, zejména pozouny a trubkami. Kromě toho se ve sboru námořníků a ve sboru předoucích dívek, objevuje ohlas lidových nápěvů, což je ve Wagnerově díle zcela výjimečné.
K nejznámějším hudebním číslům opery patří:
- 1. dějství: píseň kormidelníka Mit Gewittter und Sturm aus fernem Meer (Z bouře divé, kde moře vládu má) a vstup Holanďanův Die Frist ist um (Je lhůta pryč).
- 2. dějství: píseň přadlen Summ und brumm, du gutes Rädchen (Huč a bruč můj kolovrátku), Sentina balada Johohoe! a duet Senty a Holanďana Wie aus der Ferne längst vergangener Zeiten (Jak temné dálky dávno zašlých časů).
- 3. dějství: sbor námořníků Steuermann! Lass die Wacht (Lodivode, stráže nech!) a Erikova cavatina Willst jenes Tags du nicht dich mehr entsinnen (Nechceš si na onen čas vzpomenouti?).[5]

## České inscenace (výběr)
- Poprvé byl v Praze Bludný Holanďan uveden 7. září 1856 v tehdejším Stavovském divadle, orchestr řídil František Škroup.[6]
- První inscenace v českém jazyce se uskutečnila 1. prosince roku 1906 ve Velkém divadle v Plzní v překladu Václava Judy Novotného.[7]
- V Národním divadle v Praze měla opera premiéru 17. prosince roku 1907.[8]

## Česká vydání libreta
- Hudební odbor Umělecké besedy, Praha 1907, přeložil Václav Juda Novotný.
- SNKLHU, Praha 1959, přeložili Pavel Eisner a Jaroslav Vogel.